# 아카키 고기아
아카키 고기아(조지아어: აკაკი გოგია, 1992년 1월 18일 ~ )는 독일의 조지아계 축구 선수로, 포지션은 미드필더다. 2020년 현재 스위스 슈퍼리그의 FC 취리히소속이다.